# Congrès du Paraguay
Pour les autres articles nationaux ou selon les autres juridictions, voir Congrès (homonymie).
Législature 2023-2028
Palais législatif
Le Congrès du Paraguay (en espagnol : Congreso de Paraguay) — officiellement le Congrès national de la république du Paraguay (en espagnol : Congreso Nacional de la República del Paraguay) — est le parlement bicaméral exerçant le pouvoir législatif du Paraguay. Il est composé d'une chambre basse, la Chambre des députés, et d'une chambre haute, le Sénat, dont l'ensemble des membres sont élus simultanément pour cinq ans au suffrage universel direct.
À la Chambre des députés, 80 sièges sont à pourvoir au scrutin proportionnel avec listes bloquées et selon la méthode de la plus forte moyenne. Le scrutin a lieu dans dix huit circonscriptions plurinominales correspondants aux Départements du Paraguay plus la capitale Asuncion.
Au Sénat, 45 sièges sont à pourvoir selon les mêmes modalités, mais dans une unique circonscription nationale. Les anciens présidents sont sénateurs à vie, mais ne dispose pas du droit de vote.